# Mitchell te Vrede
Mitchell te Vrede (* 7. srpna 1991, Amstelveen, Nizozemsko) je nizozemský fotbalový útočník, v současnosti hráč klubu SC Heerenveen.

## Klubová kariéra
V Nizozemsku hrál na začátku své profesionální kariéry v klubu SBV Excelsior, odkud v létě 2012 přestoupil do Feyenoordu. V srpnu 2015 podepsal dvouletou smlouvu s SC Heerenveen.